# 日本情報地質学会
日本情報地質学会（にほんじょうほうちしつがっかい、英: Japan Society of Geoinformatics、略称: JSGI）は、情報科学的な手法を地球科学に応用して地球科学を革新しようとする地質学関係者、地球物理学・地理学・土木工学・環境科学など広く地球に関わる約700名から成る学術団体。1990年発足。
初代会長は弘原海清（前特定非営利活動法人大気イオン地震予測研究会e-PISCO理事長）、現会長は西脇二一（奈良大学社会学部現代社会学科教授）。
事務局を大阪市住吉区杉本3-3-138大阪市立大学大学院理学研究科地球学教室内に置いている。

## 出版物
- 学会誌『情報地質』[2]（年4回発行）

## 表彰
- 学会功労賞
- 論文賞
- 奨励賞

## 協力学会
- 国際数理地質学会（IAMG : Internationa lAssociation for Mathematical Geology）